# Erupció subglacial

Erupció subglacial:
1. núvol de vapor d'aigua,
2. llac,
3. gel,
4. capes de lava i cendra,
5. estrats,
6. lava encoixinada,
7. conducte de lava,
8. cambra magmàtica,
9. dic

Una erupció subglacial és una erupció volcànica que ha ocorregut sota gel, o sota una glacera. Les erupcions subglacials poden provocar inundacions perilloses, lahars i poden crear lava hialoclàstica i lava de coixins. Només cinc erupcions d'aquest tipus han ocorregut fins avui dia. Les erupcions subglacials a vegades formen un volcà subglacial anomenat un tuya. Els tuyas, a Islàndia, s'anomenen "muntanyes de taula" a causa de la seva part superior plana. South Tuya, al nord de la Columbia Britànica és un exemple clar d'un tuya.